# Ixodes zairensis
Ixodes zairensis este o specie de căpușe din genul Ixodes, familia Ixodidae, descrisă de Keirans, Clifford și Walker în anul 1982. Conform Catalogue of Life specia Ixodes zairensis nu are subspecii cunoscute.